# Giampiero Gloder

Erzbischofswappen von Giampiero Gloder

Giampiero Gloder (* 15. Mai 1958 in Asiago) ist ein italienischer Geistlicher, römisch-katholischer Erzbischof und Diplomat des Heiligen Stuhls.

## Leben
Giampiero Gloder empfing am 21. Mai 1983 das Sakrament der Priesterweihe für das Bistum Padua. Nach seinem Eintritt in den diplomatischen Dienst des Heiligen Stuhls war er unter anderem Sekretär der Nuntiatur in Guatemala.
Papst Franziskus ernannte ihn am 21. September 2013 zum Titularerzbischof pro hac vice von Telde und zum Präsidenten der Päpstlichen Diplomatenakademie. Der Papst persönlich spendete ihm und Jean-Marie Speich am 24. Oktober desselben Jahres die Bischofsweihe. Es war die erste von Franziskus nach seiner Wahl zum Papst gespendete Bischofsweihe. Mitkonsekratoren waren der Bischof von Padua, Antonio Mattiazzo, und der Erzbischof von Straßburg, Jean-Pierre Grallet.
Am 20. Dezember 2014 ernannte ihn Papst Franziskus zum Vizekämmerer der Heiligen Römischen Kirche. Am 11. Oktober 2019 ernannte ihn Franziskus zum Apostolischen Nuntius in Kuba. Zu seinem Nachfolger als Vizekämmerer ernannte der Papst am 1. Mai 2020 Erzbischof Ilson de Jesus Montanari. Am 23. Februar 2024 bestellte ihn Papst Franziskus zum Apostolischen Nuntius in Rumänien und in der Republik Moldau.